# 竹間忠夫
竹間忠夫（ちくま ただお、1949年 - ）は、日本の経済ジャーナリスト。
東京都出身。埼玉大学理工学部化学科卒業。

## 著書
- 『「日産」を変えた男たち ― 企業再生の最前線を闘い抜いたミドルマネジメントの自己改革』HBJ出版局、1990年
- 『エクセレントな企業に変える「人財」の条件 ― トップマネジメント30人が語る新次元人材論』、HBJ出版局、1992年
- 『人事課長のホンネ ― 社内の人間には決して話せない』Kou Business、こう書房、1993年
- 『採用担当者のホンネ ― 就職戦線の舞台裏－キミの採否はこう決められる！』Kou Business、こう書房、1994年
- 『採用担当者がホンネで語る女子学生の就職○秘突破法 ― 「成功する方法」と「嫌われる理由」を一流企業51社の採用担当者が大公開！』Kou business、こう書房、1994年
- 『人事課長ここだけのナイショ話 ― 一流企業50人の人事担当者が答えるサラリーマンの他人に聞けない疑問』インデックス・コミュニケーションズ、1996年
- 『ヒット商品ネーミングの秘密』、秋場良宣共著、講談社、2000年
- 『101人の起業物語 ― 彼らはなぜ成功したのか？』Kobunsha paperbacks、大宮知信共著、光文社、2004年
- 『夢のスーパーハイビジョンに挑む』NHK出版、2005年
- 『サッポロビールドラフトワン革命 ― 老舗企業に活力が甦った！』実業之日本社、2005年
- 『JC東京ブロック協議会 ― ドキュメント』アールズ出版、2006年
- 『発毛ベンチャーリーブ21って、何だ！？』アールズ出版、2007年
- 『「家庭菜園」この素晴らしい世界』講談社、2008年
- 『できる奴はICになる！ ― フリーランス・ビジネスマン23人の働き方』大宮知信共著、アールズ出版、2009年
- 『株で儲ける！　Webロイター読み方・活かし方』アールズ出版、2010年